# عباس خميس
عباس خميس هو مجدف مصري، ولد في 20 مارس 1933 في القاهرة في مصر.

## وصلات خارجية
- عباس خميس على موقع الاتحاد الدولي للتجديف (الإنجليزية)
- عباس خميس على موقع اللجنة الأولمبية الدولية (الإنجليزية)
- عباس خميس على موقع أوليمبيديا (الإنجليزية)